# François de Lastic de Saint-Jal
Pour les articles homonymes, voir Lastic.
Pour les autres membres de la famille, voir Maison de Lastic.
François de Lastic de Saint-Jal (1694 - 1752), est un prélat français, évêque d'Uzès puis 32e évêque de Castres. 

## Biographie
Né vers 1694 à Saint-Jal, Philippe François de Lastic de Saint-Jal est le fils de François-Antoine de Lastic, vicomte de Saint-Jal et baron de Gabriac, et de Louise Blondeau de Chambon. Il est ainsi membre de la famille de Lastic. Destiné à une carrière religieuse, il réalise ses études théologiques à la Sorbonne (Faculté de théologie catholique de Paris). Tout d'abord vicaire général de Bordeaux, il est ensuite nommé vicaire général à Rouen, pour l'archevêque Louis III de La Vergne de Tressan. Prêtre en la collégiale Notre-Dame des Andelys, il siègera à l'Assemblée du Clergé de 1726.
Le 26 novembre 1728, il est nommé pour être le 62e évêque d'Uzès, et est sacré en la chapelle de l'ancien séminaire de Saint-Sulpice à Paris (le nouveau étant à Issy-les-Moulineaux). Le 7 septembre 1736, il est transféré d'Uzès à Castres, pour y devenir le 32e évêque de Castres, en remplacement d'Honoré de Quiqueran de Beaujeu décédé.
Il obtient le titre de baron de Ferrières durant son mandat d'évêque. Lors des Assemblées générales du clergé de 1742 et de 1748, il est l'un des deux représentants de la Province ecclésiastique d'Albi. Il est cité dans les procès-verbaux de ces Assemblées, comme étant conseiller du roi au Parlement de Toulouse.
François de Lastic de Saint-Jal meurt finalement le 14 ou le 25 mai 1752, dans le palais épiscopal de Castres.